# Visaginas
Visaginas ( escoltar (?·pàg.)) és una ciutat al nord-est de Lituània del comtat d'Utena, situada a prop de llac més gran del país, el Drūkšiai. Els seus límits administratius es troben en curs de definició. La via ferroviària Vílnius - Daugavpils discorre al costat de la ciutat i proporciona una comunicació pràctica entre Vílnius i Daugavpils. Les autopistes connecten la ciutat amb la resta de ciutats de la república. El turisme és actualment un gran potencial econòmic d'aquesta àrea. A l'est s'hi troba la Central nuclear d'Ignalina.